# Акида
Акида (عقيدة — переконання, світогляд, кредо) — мусульманське віропереконання, форма розкриття іману, «символ віри». Являє собою своєрідний фонд догматів, ідей і уявлень. Коротка акида є необхідним елементом традиційної мусульманської освіти.